# ويليام مكندلز
ويليام مكندلز (بالإنجليزية: William McCandless)‏ هو سياسي أمريكي، ولد في 29 سبتمبر 1834 بفيلادلفيا في الولايات المتحدة، وتوفي في 17 يونيو 1884. حزبياً، نشط في الحزب الجمهوري. وقد انتخب عضو مجلس ولاية بنسيلفانيا.